# Monthly Artist File-THE VOICE-
『Monthly Artist File-THE VOICE-』（マンスリー・アーティスト・ファイル ザ・ヴォイス）は、2017年10月1日から2019年5月19日、及び2020年4月4日から2021年9月19日までTOKYO FMの制作により、JFN系列各局で放送されていた音楽トーク番組である。

## 概要
月替りで話題のアーティストをパーソナリティに起用し、この番組でしか聴けない音楽に対する思いや自身のルーツ、楽曲の制作秘話などを語り特別な時間をお届けする最新の音楽情報番組。
放送開始当初は毎週日曜 15:00 - 15:25 （日本標準時、以下略）で放送していたが、2019年4月7日からは毎週日曜 9:00 - 9:25 へ移動し、『NEXCO東日本 presents ハロー・ハイウェイ』放送開始のため同年5月19日の放送をもって一旦中断し第1期が終了。
2020年4月4日からは放送が再開され第2期がスタート、放送時間が55分へと拡大し毎週土曜 17:00 - 17:55 へ移動と同時に再度全国ネットとなったが、エフエム愛媛は18:00からの遅れネット、エフエム青森は19:00からの遅れネット、エフエム群馬は未ネットとなった。
2020年10月4日からは毎週日曜 13:00 - 13:55 へと放送時間が移動し、2019年5月以来約1年半ぶりに日曜での放送に戻った。
これに伴いエフエム愛媛とエフエム青森は同時ネットに切り替わるが、エフエム群馬は引き続き未ネットとなる。
2021年10月3日より同枠で秋元康と小島瑠璃子起用の新番組『いいこと、聴いた』放送開始のため、同年9月19日の放送をもって事実上終了した。なお、当番組と同様にアーティストが月替わりでパーソナリティを務める『アーティスト・プロデュース・スーパー・エディション』（JFNC制作）が放送されており、また、TOKYO FMでは同年10月1日より『太田胃散 presents Friday Night Party』の放送を開始した。

## 放送時間
放送時間は制作局・TOKYO FMのものとする。
- 2017年10月1日 - 2019年3月31日　毎週日曜 15:00 - 15:25（38局フルネットの一律での放送時間で放送）
- 2019年4月7日 - 2019年5月19日　毎週日曜 9:00 - 9:25（関東・北海道・東北・信越各エリアの12局ネットで放送）
- 2020年4月4日 - 2020年9月19日　毎週土曜 17:00 - 17:55（前述の通り、エフエム群馬は除く一方、エフエム愛媛とエフエム青森は遅れネットで放送）
- 2020年10月4日 - 2021年9月19日　毎週日曜 13:00 - 13:55（前述の通り、エフエム群馬は除く[注 2]）

## 担当したアーティスト

### 第1期
2017年
- 10月：ポルノグラフィティ[5]
- 11月：KANA-BOON[6]
- 12月：aiko[7]

2018年
- 01月：ゲスの極み乙女[8]
- 02月：くるり[9]
- 03月：三浦大知[10]
- 04月：ゆず[11]
- 05月：平井堅[12]
- 06月：スキマスイッチ[13]
- 07月：サザンオールスターズ Special[14]
- 08月：サンボマスター[15]
- 09月：レキシ[16]
- 10月：奥田民生[17]
- 11月：JUJU[18]
- 12月：RADWIMPS[19]

2019年
- 01月：ナオト・インティライミ[20]
- 02月：YUKI[21]
- 03月：Suchmos[22]（ここまではJFN38局同時ネットで放送[注 3]）
- 04月：Mrs. GREEN APPLE[23]（これ以降はJFN12局同時ネットで放送されたが、静岡エフエム放送・富山エフエム放送・エフエム愛知・エフエム岐阜以西のJFN26局では放送が見送られたため、未ネットだった）
- 05月：Never young beach

※これをもって第1期が終了し一旦番組が中断。

### 第2期
2020年
- 04月：LOVEPSYCHEDELICO（ラブサイケデリコ）[24]
- 05月：ゲスの極み乙女[25]
- 06月：奥田民生[26]
- 07月：湘南乃風[27]
- 08月：米津玄師[28]（初回・2回目ゲスト：野田洋次郎[29]、3回目ゲスト：Foorin、4回目ゲスト：辻本知彦）
- 09月：サンボマスター[30]（26日は特別番組『JA全農 COUNTDOWN JAPAN HanaUtaFes プレスペシャル[注 6]』放送のため休止、このため前週の19日の放送が土曜17時枠としての最後の放送となった）
- 10月：LiSA[31]（3回目ゲスト：鬼頭明里[32]）
- 11月：三浦大知[33]
- 12月：KREVA[34]（20日は後続番組『山下達郎のサンデー・ソングブック』放送時間拡大のため休止）

2021年
- 01月：SixTONES[35][注 7]（31日は特別番組『KUMON 笑顔100点満点特別編 ～明日へのエール～[注 8]』放送のため休止）
- 02月：秦基博[36]
- 03月：aiko[37]（28日は特別番組『エール・プラネット～こども病院へ贈る歌～』放送のため休止）
- 04月：YUKI[38]
- 05月：RHYMESTER[39][注 9]
- 06月：Char[40]（初回ゲスト：松任谷由実[40]）
- 07月：SUPER BEAVER[41]
- 08月：JO1[42]（29日は特別番組『スペシャルオリジナルラジオドラマ 稲村ジェーン』放送のため休止）
- 09月：PUFFY[43]（26日は特別番組『聴く防災訓練～もしもに、いい。ラジオ～supported by TOYOTA AQUA』[注 10]放送のため休止、このため前週の19日の放送をもって事実上終了した）